# Фундація Форда
Фундація Форда, іноді Фонд Форда (англ. Ford Foundation) — американський благодійний фонд, створений з метою фінансування програм і проектів для підтримки демократії, зменшення бідності, сприяння міжнародній співпраці і розвитку людства. Штаб-квартира фонду знаходиться в місті Нью-Йорк. Від 2013 року президентом фонду є Даррен Вокер.

## Історія

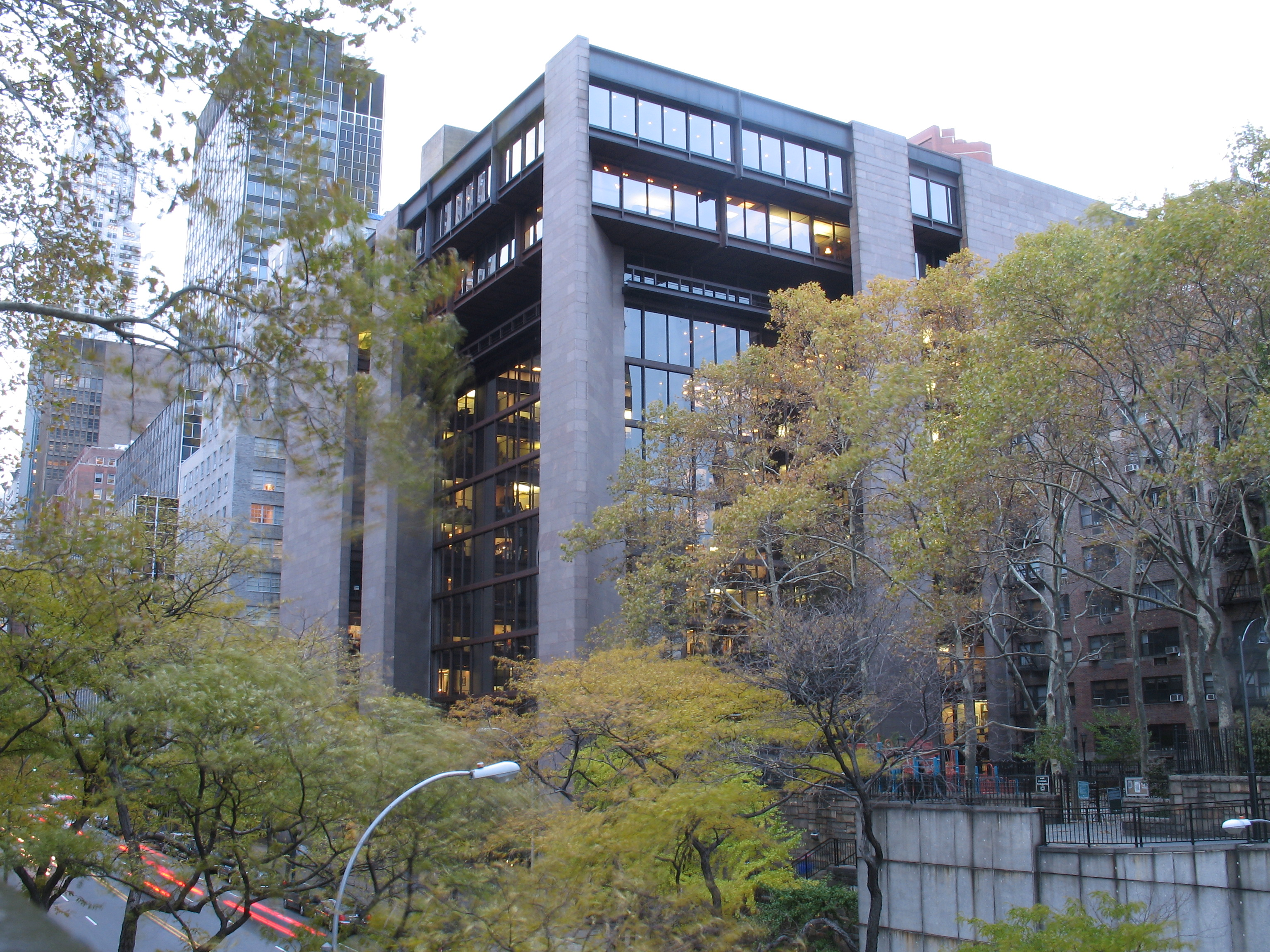
Штаб-квартира фонду в місті Нью-Йорк

Фонд Форда був заснований 15 січня 1936 року Едселом Фордом, сином Генрі Форда, і двома директорами «Ford Motor Company», як незалежна непідприємницька та недержавна організація. Перші роки Фонд базувався в штаті Мічиган і працював під керівництвом членів родини Форд і компаньйонів, надаючи фінансову підтримку таким організаціям, як Госпіталь Генрі Форда, Грінфілд-Вілледж, Музей Генрі Форда та іншим.
Після смерті Едсела Форда в 1943 і Генрі Форда в 1947, керівництво Фондом Форда перейшло до старшого сина Едсела, Генрі Форда II. Із середини 1970-х років Фонд Форда вже не мав ніякого відношення ні до Ford Motor Company, ні до сім'ї Фордів. Генрі Форд II, останній член сім'ї в раді директорів фонду, відмовився від участі в управлінні фондом у 1976 році.
Із 1952 по 1970 роки фонд фінансував освітню мережу телебачення National Educational Television (NET). У 1952 фонд відкрив свій перший міжнародний офіс в Нью-Делі (Індія). В 1976 надав допомогу при створенні Гремін Банку Мухаммада Юнуса, в Бангладеші. До кінця 1980-х фонд почав надавати допомогу в боротьбі зі СНІДом.

## Президенти
- 1936—1943 — Едсель Форд
- 1943—1950 — Генрі Форд II
- 1950—1953 — Пол Грей Гоффман
- 1953—1956 — Рован Гайтер
- 1956—1965 — Генрі Тоунлі Хелд
- 1966—1979 — Макджордж Банді
- 1979—1996 — Франклін Томас
- 1996—2007 — Сюзан Берресфорд
- 2008—2013 — Луїс Убіньяс
- 2013 — Даррен Вокер